# Vladimír Vít
Vladimír Vít (28. října 1921 Popovice – 3. října 2004 Lázně Toušeň) byl český elektrotechnik.

## Život
Po maturitě v roce 1940 absolvoval fakultu strojního a elektrotechnického inženýrství na ČVUT v Praze a poté v 50. letech 20. století pracoval jako konstruktér prvních televizorů v Tesle Strašnice. Je autorem několika patentů a zlepšovacích návrhů. Poté pracoval jako vedoucí technického úseku celostátního servisu zahraniční spotřební elektroniky a školitel a zkoušející televizních techniků. Je autorem mnoha knih s tématem televizní techniky, skript pro školení a článků v odborných časopisech na téma televizní technika.

## Publikace
- Synchronizace a rozklady televizních přijímačů /1968/
- Televizní příjem ve IV a V pásmu /1971 spolu s p. Kočím/
- Příručka ke školení televizních mechaniků /1972, 1973/
- Školení televizních mechaniků /1973/
- Školení o barevné televizi /1978/
- Televizní technika /1979/
- Příprava na kvalifikační zkoušky televizních mechaniků /1981/
- Elektronická zařízení "D" pro 3. a 4. ročník SOU /1985/
- Základy televizní techniky /1987/
- Televizní technika – anténní rozvody a signálové obvody televizorů /1993/
- Televizní technika – rozkladové a číslicové obvody televizorů, slaďování /1994/
- Televizní technika – přenosové barevné soustavy /1997/
- Televizní technika – projekční a velkoplošné zobrazování /2000/
- Televizní technika – studiové zpracování televizního signálu /2000 spolu s Ing P. Kubou/
- Televizní technika – zařízení pro přenos a vysílání televizního signálu /2000 spolu s Ing. Gregorou/